# Egyperces novellák
Az Egyperces novellák Örkény István legismertebb és bizonyára legkedveltebb kötetének címe, de a benne foglalt írások sokak szerint egyben műfajteremtőnek is számítanak: rövid – rendszerint csak egy-két oldalas, néha mindössze pár sorból álló –  groteszk, abszurd legtöbbször humoros novellák váratlan csattanóval. Mindegyik egyperces novellának szerves része a cím, nemegyszer ez még élesíti is a csattanót. Több esetben egy-egy, az eredeti szövegkörnyezetéből kiemelt vendégszöveg alkotja magát az egypercest – ez különösen jellemző a Szövegek ciklus írásaira –, más esetekben az egyperces novella úgy indul, mintha újsághír, vagy más hétköznapi szöveg lenne, ami aztán groteszk fordulatot vesz.
Az Egyperces novellák című kötet először 1968-ban jelent meg a Magvető Könyvkiadónál Réber László rajzaival, majd 1979-ben, amikor  Örkény elkezdte sajtó alá rendezni életművét, négy ciklust állított össze az egypercesekből: Aforizmák – A groteszk felé – Szövegek – Egyperces novellák. A Szépirodalmi Könyvkiadó által 1984-ben megjelentetett, és Örkény felesége, Radnóti Zsuzsa által sajtó alá rendezett kiadásban már szerepeltek olyan novellák is, amelyek eredetileg az Ezüstpisztráng kötetben jelentek meg, vagy csak folyóirat-publikációkból voltak ismertek, netán csak kéziratban maradtak fent.
Örkény István maga így írt az egypercesekről, Használati utasítás című, lényegében az Egyperces novellák ciklus „előszavának” tekinthető írásban: "A mellékelt novellák rövidségük ellenére is teljes értékű írások. Előnyük, hogy az ember időt spórol velük, mert nem igényelnek hosszú hetekre-hónapokra terjedő figyelmet. [...] Fontos, hogy a címekre ügyeljünk. A szerző rövidségre törekedett, nem adhatott hát semmitmondó föliratokat, Mielőtt villamosra szállnánk, megnézzük, milyen jelzésű a kocsi. E novelláknak éppily fontos tartozékuk a cím."
Az Egyperces novellák Örkény István magyar író rövid, frappáns írásainak gyűjteménye.

## Új műfaj születése
Örkény műve iskolát, többek szerint új műfajt teremtett. Az örkényi műfaj-, sőt iskolateremtő jelleget jelzi, hogy az Egyperces novellák kötet megjelenését követően más magyar írók is kísérleteztek a „műfaj” átvételével, illetve saját arculatukra történő formálásával, például Spiró György vagy Vámos Miklós. Temesi Ferenc első, Látom, nekem kell lemennem című kötetének Kihágás című fejezete pedig nem egyszerűen hasonló írások gyűjteménye, de a hasonlóságra még külön is ráerősít a fejezet címadó novellája [”Mester, szólítottam le az írót az utcasarkon, azt mondják, hogy az Ön egyperceseit utánzom.”].

## Az Egyperces novellák listája
- 170100

- 1949
- A félelem relativitása
- A fogyasztói társadalom lélektani anatómiája
- A front mögött
- A groteszk felé
- A halhatatlanok
- A Hunnia Csöködön
- A jó halálról
- A kereslet-kínálat törvényének jelentkezése...
- A magunk megvalósításának néhány változata
- A Megváltó
- A mosónő álma
- A nagy küldetés
- A nagy menetelés
- A nem kívánt rész törlendő
- A néző halála
- A pogány Süttőfia Süttő gondolatai...
- A rendőrség közleménye
- A sátán Füreden
- A sofőr
- A sótartó felé
- A szén
- A szenvedésről
- A színész halála
- A szülők pártatlanságáról
- A temetkezési osztály szenzációja:
- A tíz körmünkkel
- A törzsvendég
- A tudomány csarnokában
- A Vár mindenkié!
- A végső kérdés
- A végzet
- A Vidám Parkban
- A visszaváltozás
- A. Gagarin
- Abszurd örökség
- Adolf Hitlerné sz. Eva Braun
- Ahasvérus
- Ajánlás
- Ákos és Zsolt
- Albert Einstein
- Állapotok
- Anekdoták
- Angyal a kávéházban
- Anyu
- Apróhirdetés – Örök nosztalgia
- Arcképek
- Arról, hogy mi a groteszk
- Avantgarde, rokokó
- Az a bizonyos sztálinvárosi anekdota
- Az Állatvédő Egyesület közleménye
- Az állva maradás joga
- Az autóvezető
- Az élet értelme
- Az élet megy tovább
- Az ember melegségre vágyik
- Az erőszak kora
- Az óbudai ikrek
- Az öltözőben
- Az öregember és az autó
- Az otthon
- Az új lakó
- Az utolsó meggymag
- Az utolsó vonat
- Ballada a költészet hatalmáról
- Baráti beszélgetés
- Bevégezetlen ragozás
- Biciklizni tanul a pápa
- Búcsú
- Budapest
- Bútorfény
- Családunk szeme fénye
- Csevegés
- Csillag
- Csupa közhely
- Dal
- Éden
- Édes öregem
- Egy ártatlanul üldözött
- Egy erotikus esemény
- Egy gonddal kevesebb
- Egy ismeretlen Petőfi-vers
- Egy jól sikerült temetés
- Egy kis jótétemény
- Egy költemény folytatása
- Egy lelkiismeretes olvasó
- Egy magyar író dedikációi
- Egy meghasonlott tulipán
- Egy országgyűlési felszólalás
- Egy pocsolya emlékiratai
- Egy rizsszem panaszai
- Egy szakmai siker modellje
- Egy szerdai napon
- Egy szoba, vályogfal, zsúpfedél
- Egy tragikus eset
- Egy zavaros történelmi helyzet gyors és eredményes tisztázása
- Eksztázis
- Életben maradni
- Éljünk óvatosan!
- Élmény és művészet
- Előzmények
- Emlék a háborúról
- Emlékkönyvbe
- Étvágy
- Európa legjobb síterepe
- Ez a világ a legtökéletesebb az összes lehetséges világok között
- Ezüstpisztráng
- Fasírt
- Fellendülés a sportszeriparban
- Férfiarckép
- Fiaink
- Főcímek
- Fohász
- Folklór
- Forradalmi megmozdulás Paraguayban
- Fort Quirinar
- Francia szemmel
- Gli ungheresi
- Gondolatok a pincében
- Gyász
- Gyászjelentések
- Gyűjtő vagy valutaüzér?
- Hajnali telefon
- Halált okozó rósejbni
- Halhatatlanság
- Hárem
- Három évtized
- Hasis
- Használati utasítás
- Használt cikkek újjá varázsolva
- Havas tájban két hagymakupola
- Háziállatok, díszhalak, énekesmadarak
- Helyszűke
- Hiába sikerül egy vitás kérdést tisztázni, máris ott a következő talány
- Hír
- Hírek és álhírek
- Hírnév
- Hivatalos kormányközlemény
- Hogylétemről
- Homo sapiens
- Honvédkórház
- Hova siettél?
- Humanizmus
- Humoreszk
- Ifj. Kajetán Albert
- Ifjúság, ifjúság
- In memoriam dr. K. H. G.
- In Our Time
- Információ
- Irodalom és szerelem
- Istenkísértés
- Istili, hallgass!
- Itália
- Játékosztály
- Játékszabályok
- Jégárpa
- Jelenség
- Jelenség
- Jellempróba
- Jeruzsálem hercegnője
- Jók legyetek, gyerekek!
- Kavicsok
- Keleti Károly
- Kelj föl és járj!
- Kenyér
- Kereplő
- Keresd a hibát!
- Kettős öröm
- Ki a gyilkos?
- Ki látta?
- Ki mit tud
- Kificamodott szavak
- Kis ország vagyunk
- Kivégzési szabályzat
- Klimax
- Könyv- és lemezosztályunk várja önt!
- Korképek
- Kormánynyilatkozat
- Korrajz
- Kossuth-díjam és a kutyám
- Közvéleménykutatás
- La douce France
- Legmerészebb álmaink is megvalósíthatók!
- Lehel vidékre megy
- Lehetőségek
- Leltár
- Levél a szerkesztőhöz
- Levelek a kollégiumba
- Lovas nép vagyunk
- Magyar a világűrben
- Magyar Kasszandra
- Magyar Panteon
- Magyar vonatkozású levelek
- Makacs sajtóhiba
- Már magyarul
- Más
- Matematika
- Mecseri nyilatkozata
- Meddig él egy fa?
- Még megkérdezte
- Megette a saját lábát
- Megöregszünk
- Megveszem a könyvem
- Mi ez? Mi ez?
- Mi is a művészet?
- Mi mindent kell tudni
- Mi vagyok én?
- Mi vár reátok, magyar feltalálók?
- Mikor van a háborúnak vége?
- Mindig van remény
- Mit mond a hangszóró?
- Mozi
- Művészsors
- N. A. Krupszkaja
- Nagy karácsonyi ajándékvásár
- Nápolyi
- Nászutasok a légypapíron
- Négy tézis
- Néhány perc külpolitika
- Nehéz helyzetben a kínaiak!
- Nem kell félni az orrvérzéstől!
- Nem te
- Nevek
- Nézzünk bizakodva a jövőbe!
- Niagara Nagykávéház
- Nincs bocsánat
- Nincs semmi újság
- Noteszlapok az USA-ból
- November
- Nyilatkozat
- Önvizsgálat
- Optikai csalódás
- Óra- és ékszerosztályunk újdonságai:
- Örömhír
- Orvosi szakvélemény
- Ősz
- Öt világrész eseményei
- Ötvenes évek
- Páratlan rendőrbravúr
- Párbeszéd a halálról
- Párbeszéd a halhatatlanságról
- Párizs, Isten hozzád!
- Paternoster
- Pecsét
- Példázatok
- Perpetuum mobile
- Polgártársak!
- Presztízs
- Professzorok a bíróság előtt
- Protekció
- Prózaversek
- Püspökkenyér
- Régi szép idők
- Rekviem
- Reménység
- Rendőrkézen az angol vonatrabló
- Ritkaságok gyűjteménye
- Rossz álom
- Sír
- Sirató
- Sóhajnak beillő szózat egy ismeretlen rendeltetésű vasdarabhoz...
- Sokszor a legbonyolultabb dolgokban is jól megértjük egymást...
- Sport
- Szakemberek
- Szakmai önérzet
- Szerencsés kimenetelű baleset
- Szerénység
- Szerkesztői üzenet
- Szövegek
- Szóvirágok
- Születésnapra
- Tanuljunk idegen nyelveket!
- Te édes-édes
- Tébolydában
- Técsőiek
- Televízió
- Tengertánc
- Thomas Mann
- Tizenhárom
- Többedmagunkban
- Torschlusspanik
- Történelmi tévedés
- Trilla
- Tudakozó
- Tudnivalók, közlekedési korlátozások a február 1-i eseményekkel kapcsolatban
- Türelemjáték
- Ügylet
- Ügylet
- Új állatfajta
- Új közmondás
- Új urak
- Újabb forradalmi megmozdulás Paraguayban
- Újfajta dinnyebetegség
- Újsághír
- Üres lap
- Utazzunk többet!
- Üveghalál
- Üzenet a palackban
- Vágóhíd
- Választék
- Választék
- Vallomás
- Változatok
- Van választásunk
- Vannak-e fák Velencében?
- Végleges megoldás
- Végzés
- Vendégek
- Vidék
- Visszafelé
- Visszájáról
- Visszatért a földre a magyar holdrakéta
- Visszhang
- Zászló
- Zürich, Budapest, Charlottenburg

## Más nyelveken
| nyelv      | cím                                 | fordító                          | kiadó                                  | első kiadása |
| ---------- | ----------------------------------- | -------------------------------- | -------------------------------------- | ------------ |
| angol      | One minute stories                  | Judith Sollosy                   | Rose Bay, N.S.W., Brandl & Schlesinger | 1994         |
| angol      | More one minute stories             | Judith Sollosy                   | Budapest,Corvina                       | 2006         |
| cseh       | Minutové grotesky                   | Anna Valentová                   | Praha, Odeon                           | 1978         |
| eszperantó | Unuminutaj noveloj                  | Bagó Attila et al.               | Berkeley, Calif., Eldonejo Bero        | 1994         |
| finn       | Minuuttinovelleja                   | Juhani Huotari                   | Jyväskylä, Atena                       | 2002         |
| francia    | Minimythes                          | Tardos Tibor                     | Paris, Gallimard                       | 1970         |
| horvát     | Jednominutne novele                 | Mirta Maltar                     | Zagreb, Disput                         | 2021         |
| macedón    | Ednominutni noveli                  | Czinege-Panzova Annamária        | Skopje, Templum                        | 2005         |
| német      | Minuten-Novellen/One-minute stories | Vera Thies et al.                | Budapest, Kossuth                      | 1992         |
| német      | Minutennovellen                     | Terézia Mora                     | Frankfurt a. M., Suhrkamp              | 2002         |
| olasz      | Novelle da un minuto                | Gianpiero Cavaglià               | Roma, e/o                              | 1988         |
| orosz      | Рассказы-минутки                    | Татьяна Воронкина                | Москва, Прогресс                       | 1971         |
| portugál   | Contos de um minuto                 | Bánki Gabriella et al.           | Lisboa, Bico d’Obra                    | 1983         |
| román      | Nuvele-minut                        | Constantin Olariu                | Bucureşti, Ed. Univers.                | 1973         |
| spanyol    | Cuentos de un minuto                | Gerendás Judit                   | Barcelona, Thule                       | 2006         |
| svéd       | Noveller på en minut                | Thinsz Géza                      | Stockholm, s.n.                        | 1970         |
| svéd       | Enminutsnoveller                    | Kádár Péter                      | Budapest, Balassi Intézet              | 2015         |
| szerb      | Jednominutne novele                 | Potoczki Klára, Mladen Volarević | Beograd, M. S. Volarević et al.        | 1983         |
| szerb      | Jednominutne novele                 | Thomka Beáta, Vickó Árpád        | Beograd, Narodna knjiga                | 1985         |
| szlovén    | Enominutne novele                   | Gaál Gabriella                   | Ljubljana, Društvo Apokalipsa          | 2008         |